# ケンブリッジ
ケンブリッジ（Cambridge 発音例）は、イギリスのイングランド東部にあるケンブリッジシャーの州都である。ケンブリッジ大学の所在地であることから、大学都市として有名。現在では、シリコン・フェン（Silicon Fen）と呼ばれるイギリスにおけるハイテク産業の中心地の一つとなっている。人口は約14万人（2021年）で、このうち約2万人が学生である。英語での発音は/'keɪm.bɹɪd͡ʒ/（ケインブリヂ）で、漢字では剣橋と表記される。

## 地理
ロンドンの北北東約80km（50マイル）に位置する。南から流れるケム川（カム川、キャム川、River Cam [kæm]）が、市街中心部（city centre）の西側を通り、東へ向きを変え、さらに北へ向かって流れる。ケンブリッジの「ケム」の古称である「グランタ」は、現在でもケム川上流部の河川名や、ケム川上流・ケンブリッジからは南南西にある村落の名称グランチェスターとして用いられている。市街中心部の北、現在はケンブリッジ州庁舎の位置しているあたりはやや小高くなっており、かつては城砦が設けられていた。ただし、一帯は東アングリア地方のなだらかな地形を反映して、全体としてはあまり起伏はなく、市街中心部の海抜は5～15m程度である。

## 交通

### 航空
ケンブリッジ空港が存在している。

### 鉄道
市中心部から2キロほど南にケンブリッジ駅があるほか、2017年3月には北にケンブリッジ・ノース駅が開業した。

### バス
市内や近隣の町村を連絡するバスの多くは、ドラマー・ストリートに設けられたバス・ターミナルを起点としている。また、市内の主要地点を10~20分間隔で結ぶCitiというバスが8ルート走っている。バス専用道が敷設されている。
長距離バス用のコーチ・ステーションは、かつてドラマー・ストリートに置かれていたが、現在ではパーカーズ・ピース横のパーク・サイドに設けられている。

### 道路
ロンドンとの間は、自動車専用道M11で繋がっている。

## スポーツ
ケンブリッジを本拠地とする以下のサッカークラブチームが存在する：
- ケンブリッジ・シティFC 1908年創設 2023/24シーズンはノーザンプレミアフットボールリーグ・ディヴィジョン1・ミッドランズ（7・8部相当）に所属
- ケンブリッジ・ユナイテッドFC 1912年創設 2023/24シーズンはEFLリーグ1(3部相当)に所属

ケンブリッジを本拠地とする以下のラグビークラブチームも存在する：
- ケンブリッジRUFC 1923年創設 23/24シーズンはRFUチャンピオンシップ(2部相当)に所属

## 姉妹都市
ケンブリッジは以下の都市と姉妹都市締結を行っている：
- ハイデルベルク（ドイツ連邦共和国、1957年）
- セゲド（ハンガリー、1987年）

## 関係者
出身者
- ジョン・メイナード・ケインズ - 経済学者、「ケインズ経済学」
- オリビア・ニュートン＝ジョン - 女性ミュージシャン

居住その他ゆかりある人物